# PATCO Speedline
| Streckenlänge: | 22,86 km                                     |                                                                          |                                                                          |
| Spurweite: | 1435 mm (Normalspur)                         |                                                                          |                                                                          |
| Stromsystem: | 700 V =                                      |                                                                          |                                                                          |
| |                                              |                                                                          |                                                                          |
| Eröffnung: | 15. Februar 1969                             |                                                                          |                                                                          |
| Stromzuleitung: | seitliche, von oben bestrichene Stromschiene |                                                                          |                                                                          |
| \| \| 0,0 \| 15th-16th & Locust Streets \| 15th-16th & Locust Streets \| \| \| \| Walnut-Locust Broad Street Line \| \| \| \| 0,5 \| 12th-13th & Locust Streets \| 12th-13th & Locust Streets \| \| \| 1,0 \| 9th-10th & Locust Streets \| 9th-10th & Locust Streets \| \| \| 1,6 \| 8th & Market Streets Market–Frankford Line \| 8th & Market Streets Market–Frankford Line \| \| \| \| 8th & Market Streets \| \| \| \| \| \| \| \| \| \| Broad Street Line nach Fern Rock \| \| \| \| \| Franklin Square \| \| \| \| \| \| \| \| \| \| Market–Frankford Line \| \| \| \| \| \| \| \| \| \| Benjamin Franklin Bridge, Delaware River, Grenze Pennsylvania–New Jersey \| \| \| \| \| \| \| \| \| \| Shoehorn Yard Betriebshof \| \| \| \| \| \| \| \| \| 5,3 \| City Hall (Camden) \| City Hall (Camden) \| \| \| \| River Line nach Camden \| \| \| \| 6,0 \| Broadway (Camden) \| Broadway (Camden) \| \| \| \| (Walter Rand Transportation Center) \| \| \| \| \| River Line nach Trenton \| \| \| \| \| Conrail Vineland Secondary nach Millville \| \| \| \| 9,2 \| Ferry Avenue \| Ferry Avenue \| \| \| 11,7 \| Collingswood \| Collingswood \| \| \| 13,5 \| Westmont \| Westmont \| \| \| \| Atlantic City Line nach Philadelphia \| \| \| \| 14,8 \| Haddonfield \| Haddonfield \| \| \| \| Cooper River \| \| \| \| 18,7 \| Woodcrest \| Woodcrest \| \| \| 20,0 \| Ashland \| Ashland \| \| \| 22,9 \| Lindenwold \| Lindenwold \| \| \| \| Atlantic City Line nach Atlantic City \| \| \| \| \| PATCO Yard Betriebshof \| \| |                                              |                                                                          |                                                                          |
| U-Bahn-Kopfbahnhof Streckenanfang (im Tunnel) | 0,0                                          | 15th-16th & Locust Streets                                               | 15th-16th & Locust Streets                                               |
| U-Bahn-Kreuzung mit Tunnelstrecke (im Tunnel) · U-Bahn-Bahnhof quer (im Tunnel) |                                              | Walnut-Locust Broad Street Line                                          | Walnut-Locust Broad Street Line                                          |
| U-Bahn-Haltepunkt / Haltestelle (im Tunnel) | 0,5                                          | 12th-13th & Locust Streets                                               | 12th-13th & Locust Streets                                               |
| U-Bahn-Haltepunkt / Haltestelle (im Tunnel) | 1,0                                          | 9th-10th & Locust Streets                                                | 9th-10th & Locust Streets                                                |
| U-Bahn-Turmhaltepunkt mit Tunnelstrecke und geradeaus unten (im Tunnel) | 1,6                                          | 8th & Market Streets Market–Frankford Line                               | 8th & Market Streets Market–Frankford Line                               |
| U-Bahn-Strecke (im Tunnel) · U-Bahn-Kopfbahnhof Streckenanfang (im Tunnel) |                                              | 8th & Market Streets                                                     | 8th & Market Streets                                                     |
| U-Bahn-Abzweig geradeaus und ehemals nach links (im Tunnel) · U-Bahn-Abzweig geradeaus und ehemals von rechts (im Tunnel) |                                              |                                                                          |                                                                          |
| U-Bahn-Strecke (im Tunnel) · U-Bahn-Strecke nach links (im Tunnel) |                                              | Broad Street Line nach Fern Rock                                         | Broad Street Line nach Fern Rock                                         |
| U-Bahn-Haltepunkt / Haltestelle (im Tunnel) |                                              | Franklin Square                                                          | Franklin Square                                                          |
| U-Bahn-Tunnelende |                                              |                                                                          |                                                                          |
| U-Bahn-Kreuzung geradeaus oben |                                              | Market–Frankford Line                                                    | Market–Frankford Line                                                    |
| |                                              |                                                                          |                                                                          |
| U-Bahn-Brücke über Wasserlauf |                                              | Benjamin Franklin Bridge, Delaware River, Grenze Pennsylvania–New Jersey | Benjamin Franklin Bridge, Delaware River, Grenze Pennsylvania–New Jersey |
| |                                              |                                                                          |                                                                          |
| U-Bahn-Dienststation / Betriebs- oder Güterbahnhof |                                              | Shoehorn Yard Betriebshof                                                | Shoehorn Yard Betriebshof                                                |
| U-Bahn-Tunnelanfang |                                              |                                                                          |                                                                          |
| U-Bahn-Haltepunkt / Haltestelle (im Tunnel) | 5,3                                          | City Hall (Camden)                                                       | City Hall (Camden)                                                       |
| Strecke von rechts · U-Bahn-Strecke (im Tunnel) |                                              | River Line nach Camden                                                   | River Line nach Camden                                                   |
| Bahnhof · U-Bahn-Bahnhof (im Tunnel) | 6,0                                          | Broadway (Camden)                                                        | Broadway (Camden)                                                        |
| Strecke · U-Bahn-Tunnelende |                                              | (Walter Rand Transportation Center)                                      | (Walter Rand Transportation Center)                                      |
| Abzweig ehemals geradeaus, nach links und von links · U-Bahn-Kreuzung mit Eisenbahn geradeaus unten |                                              | River Line nach Trenton                                                  | River Line nach Trenton                                                  |
| Abzweig nach rechts und ehemals nach links · U-Bahn-Abzweig mit Eisenbahn geradeaus und ehemals von rechts |                                              | Conrail Vineland Secondary nach Millville                                | Conrail Vineland Secondary nach Millville                                |
| U-Bahn-Bahnhof | 9,2                                          | Ferry Avenue                                                             | Ferry Avenue                                                             |
| U-Bahn-Haltepunkt / Haltestelle | 11,7                                         | Collingswood                                                             | Collingswood                                                             |
| U-Bahn-Haltepunkt / Haltestelle | 13,5                                         | Westmont                                                                 | Westmont                                                                 |
| U-Bahn-Abzweig mit Eisenbahn geradeaus und ehemals nach links · Abzweig von links und ehemals von rechts |                                              | Atlantic City Line nach Philadelphia                                     | Atlantic City Line nach Philadelphia                                     |
| U-Bahn-Haltepunkt / Haltestelle · Strecke | 14,8                                         | Haddonfield                                                              | Haddonfield                                                              |
| U-Bahn-Brücke über Wasserlauf · Brücke über Wasserlauf |                                              | Cooper River                                                             | Cooper River                                                             |
| U-Bahn-Bahnhof · Strecke | 18,7                                         | Woodcrest                                                                | Woodcrest                                                                |
| U-Bahn-Haltepunkt / Haltestelle · Strecke | 20,0                                         | Ashland                                                                  | Ashland                                                                  |
| U-Bahn-Bahnhof · Haltepunkt / Haltestelle | 22,9                                         | Lindenwold                                                               | Lindenwold                                                               |
| U-Bahn-Kreuzung mit Eisenbahn geradeaus oben · Strecke nach rechts |                                              | Atlantic City Line nach Atlantic City                                    | Atlantic City Line nach Atlantic City                                    |
| U-Bahn-Betriebs-/Güterbahnhof Streckenende |                                              | PATCO Yard Betriebshof                                                   | PATCO Yard Betriebshof                                                   |

Die PATCO Speedline ist eine U-Bahn-Linie, die Philadelphia im US-Bundesstaat Pennsylvania mit ihren Vororten auf der gegenüberliegenden Seite des Delaware verbindet. Sie führt vom Stadtzentrum aus über die Benjamin Franklin Bridge hinüber nach Camden im US-Bundesstaat New Jersey und dann weiter auf einer ehemals konventionellen Eisenbahnstrecke Richtung Südosten nach Lindenwold. Sie wurde am 15. Februar 1969 eröffnet, ist 14,2 Meilen (22,86 km) lang und bedient 13 Stationen.
Im Gegensatz zu den meisten öffentlichen Verkehrsmitteln in Philadelphia wird die PATCO Speedline nicht von der Southeastern Pennsylvania Transportation Authority (SEPTA), sondern von der Port Authority Transit Corporation (PATCO), einer Tochtergesellschaft der Delaware River Port Authority (DRPA) betrieben. Eine Tarifgemeinschaft gibt es nicht.
PATCO war die erste Eisenbahnlinie in den Vereinigten Staaten, die automatische Zugsicherung (Automatic Train Control, ATC) einsetzte und ihre Fahrkarten nur über Automaten verkaufte.

## Verlauf und Erscheinungsbild
Die Strecke beginnt unterirdisch am Bahnhof 15th-16th & Locust Streets am südwestlichen Rand der Innenstadt Philadelphias und verläuft zunächst unter der Locust Street Richtung Osten. Am südöstlichen Rand der Innenstadt biegt sie in einer engen Kurve Richtung Norden unter die 8th Street ein. Etwa einen Kilometer weiter nördlich schwenkt sie wieder nach Osten ein und überquert auf der Benjamin Franklin Bridge den Delaware River. Nach zwei weiteren unterirdischen Bahnhöfen in der Innenstadt von Camden erreicht die Strecke schließlich die Oberfläche und verläuft auf einem Bahndamm weiter durch die Vororte Richtung Südosten bis zur Endstation Lindenwold in der gleichnamigen Ortschaft.
Etwa auf halber Höhe des oberirdischen Teilstücks, bei Westmont, stößt von Norden her die Atlantic City Line aus Philadelphia hinzu. Diese verläuft bis nach Lindenwold parallel zur PATCO Speedline und darüber hinaus bis nach Atlantic City. Die Zwischenhalte auf dem gemeinsamen Teilabschnitt werden dabei nur von der PATCO Speedline bedient; erst in Lindenwold besteht eine Umsteigemöglichkeit zwischen den Zügen.
Die Strecke verläuft auf den ersten gut sechs Kilometern mit Ausnahme der Benjamin Franklin Bridge unterirdisch, der restliche Teil ist oberirdisch auf einem Bahndamm angelegt. Einige der Zwischenstationen auf diesem Abschnitt sind aufgeständert. Die Strecke ist auf der gesamten Länge kreuzungsfrei ausgebaut.
Die Bahnhöfe liegen in den Innenstädten Philadelphias und Camdens sehr dicht beieinander, während im Außenbereich meist mehrere Kilometer dazwischenliegen. Fünf Stationen, darunter die beiden Endbahnhöfe sowie die wichtigen innerstädtischen Umsteigebahnhöfe, sind behindertengerecht. Alle Stationen an der Peripherie sind mit großzügigen Park-and-Ride-Anlagen ausgestattet. Die Betriebswerkstatt liegt in Lindenwold neben der Endstation.

## Geschichte

### Die Camden and Atlantic Railroad
Die heutige PATCO Speedline besteht aus verschiedenen, mehrheitlich bereits wesentlich älteren Streckenabschnitten, die teilweise schon ins 19. Jahrhundert zurückdatieren. Das älteste Teilstück bildet die Camden and Atlantic Railroad. Diese wurde am 1. Juli 1854 eröffnet und führte vom Stadtzentrum in Camden über Lindenwold und Berlin nach Atlantic City. Die Strecke ging 1932 in den Pennsylvania-Reading Seashore Lines auf.

### Die Bridge Line
Der zweitälteste Abschnitt datiert von 1926 und befindet sich auf der Benjamin Franklin Bridge. Diese wurde von Beginn an mit zwei separaten Bahngleisen ausgerüstet, die wenige Jahre später als Grundlage für eine Schnellbahnverbindung dienten, die als Delaware River Bridge Speed Line oder kurz Bridge (Speed) Line bekannt wurde. Die Strecke begann am U-Bahnhof 8th & Market Streets in Philadelphia und führte hinüber zur heutigen Station Broadway in Camden und wurde am 7. Juni 1936 eröffnet. Das bereits mitgeplante Teilstück unter der Locust Street bis zur Station 15th-16th & Locust Streets konnte infolge der Großen Depression und des Zweiten Weltkriegs erst über ein Jahrzehnt später, am 2. Oktober 1952 eröffnet werden. Betrieblich war die Bridge Line damals in Philadelphias Broad Street Subway integriert; die Züge konnten von 15th-16th & Locust Streets über 8th & Market Streets sowohl nach Camden als auch nach Norden Richtung Girard und Olney verkehren.

### Verlängerung Richtung Osten
Im Jahre 1960 begannen unter Regie der Delaware River Port Authority (DRPA), die bereits zuvor für Bau und Betrieb der Brücke verantwortlich gewesen war, die Planungen für ein Schnellbahnnetz, das die Vororte in New Jersey mit Philadelphia verbinden sollte. Die Entscheidung fiel letztlich zugunsten einer Verlängerung der Bridge Line, die mit insgesamt drei Streckenästen über Camden hinaus verlängert werden sollte. Als erste sollte dabei die Strecke nach Lindenwold gebaut werden, weil dort die höchsten Fahrgastzahlen zu erwarten waren. Die Bauarbeiten für das 94 Millionen Dollar teure Projekt begannen 1964.
Dazu entstand von der Station Broadway ausgehend zunächst eine Gleisverbindung zur Camden and Atlantic Railroad. Diese wiederum wurde zwischen Camden und Lindenwold von der DRPA aufgekauft und kreuzungsfrei ausgebaut. Die Zahl der Zwischenhalte wurde gegenüber den Seashore Lines reduziert, um eine höhere Reisegeschwindigkeit zu erreichen.
Die bestehende U-Bahn-Strecke zwischen 15th-16th & Locust Streets und Broadway musste vor Betriebsbeginn noch technisch umgerüstet werden, was eine mehrmonatige Betriebsunterbrechung zur Folge hatte. Die Züge der Bridge Line verkehrten letztmals am 23. August 1968. Die Kurse der Broad Street Subway aus Richtung Norden wurden bis zur Station 8th & Market Streets zurückgezogen. Dafür entstand dort im Zwischengeschoss ein neuer Seitenbahnsteig, und die Gleisverbindung zur Bridge Line wurde gekappt.
Die ersten Züge zwischen Camden und Lindenwold verkehrten am 4. Januar 1969. Gut einen Monat später, am 15. Februar 1969, wurde die PATCO Speedline schließlich auf voller Länge zwischen 15th-16th & Locust und Lindenwold eröffnet. 1980 entstand zwischen Haddonfield und Ashland die Station Woodcrest.
Die Pläne für die beiden anderen Streckenäste wurden nicht verwirklicht. Die jüngsten Untersuchungen von 2005 sahen den Bau einer zweiten PATCO-Strecke vor, die entweder in südsüdöstliche Richtung nach Williamstown oder in südliche Richtung zur Rowan University nach Glassboro führen sollte.
Die Station Franklin Square wurde 1936 als eine der vier Stationen der Bridge Line eröffnet. Wegen geringer Fahrgastzahlen wurde sie 1939 geschlossen und fortan ohne Halt durchfahren. 1952 wurde sie als Ersatz für eine Fährverbindung vorübergehend wieder betrieben. Am Eröffnungstag der PATCO Speedline 1969 hielten Sonderzüge. Für Feierlichkeiten zur Zweihundertjahrfeier der Vereinigten Staaten 1976 wurde sie renoviert und in Betrieb genommen, aber 1979 wegen zu geringen Fahrgastaufkommens erneut geschlossen. Pläne für eine Neugestaltung wurden 2016 vorgestellt. 2022 begannen die Bauarbeiten für den 30 Mio. $ teuren Um- und Neubau. Die Wiedereröffnung fand am 3. April 2025 statt.

## Rollmaterial

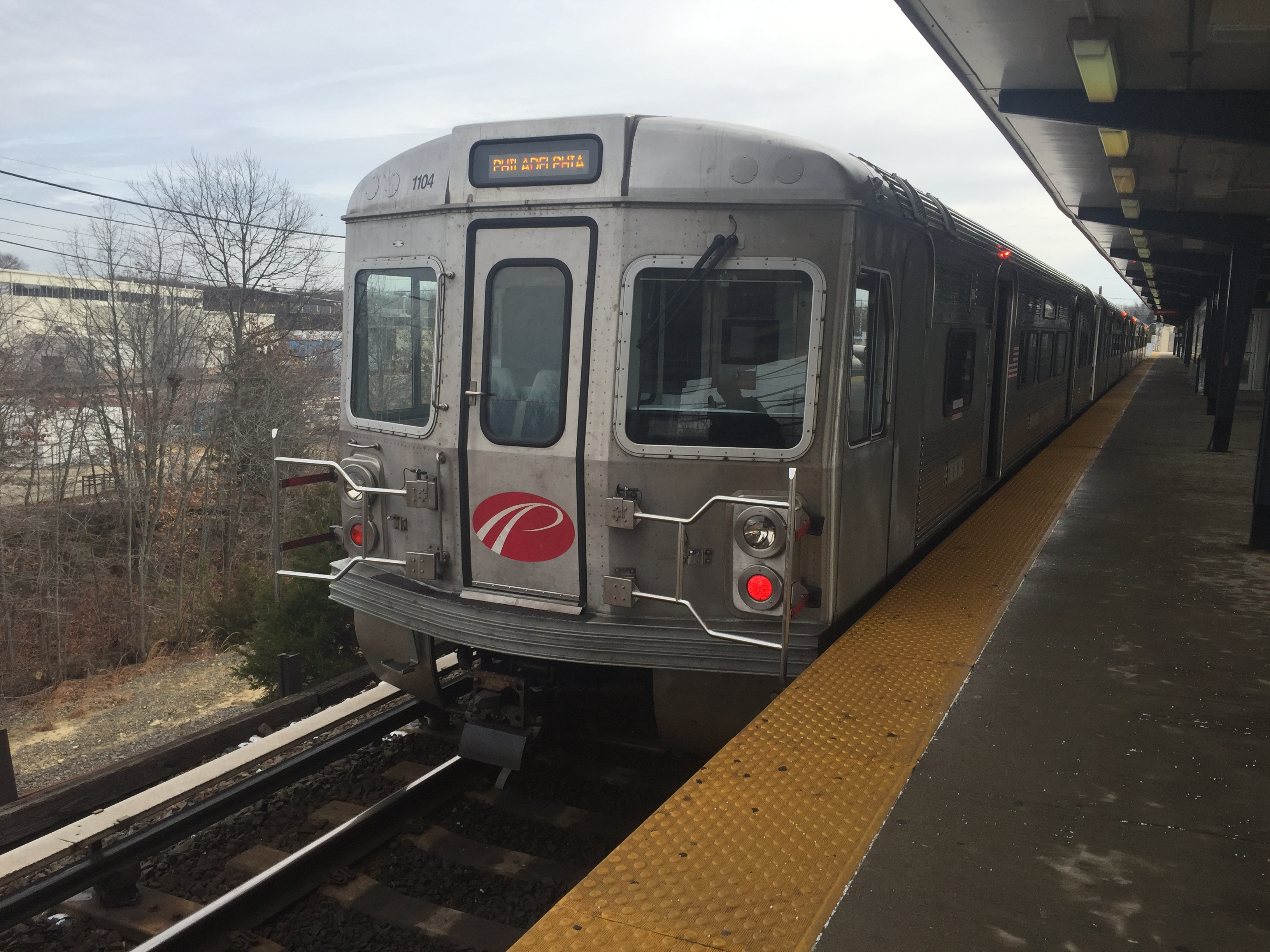
PATCO-Speedline-Triebwagen im Bahnhof Lindenwold, 2017

Der Wagenpark besteht aus insgesamt 121 vierachsigen Elektrotriebwagen, davon 25 Solo- und 25 Doppeltriebwagen des Typs PATCO I sowie 23 Doppeltriebwagen des Typs PATCO II. Die Fahrzeuge des Typs PATCO I wurden 1968 von Budd gebaut und gehören allesamt zur Erstausrüstung. Die Fahrzeuge des Typs PATCO II basieren auf der gleichen Konstruktion, entstanden jedoch unter Lizenz bei Canadian Vickers. Beide Typen sind optisch nicht voneinander zu unterscheiden.
Die einzelnen Wagen sind 67' 6" (20,57 m) lang, wiegen 39 Tonnen und können 120 Personen aufnehmen. Der Wagenkasten besteht aus rostfreiem Stahl und ist bis auf einen dünnen roten Zierstreifen ringsum und dunkelgrau hervorgehobene Fenster an der Wagenfront nicht farbig lackiert. Die Wagen verfügen über zwei doppelte Taschenschiebetüren je Seite, Klimaanlage sowie automatische Systeme zur Fahrgastinformation. Die Seitenfenster sind niedrig und orientieren sich stark am Rollmaterial konventioneller Eisenbahnen. Die Führerstände befinden sich entgegen US-amerikanischer Konventionen in Fahrtrichtung auf der linken statt auf der rechten Seite und sind zum Fahrgastraum hin auch nicht abgetrennt.
Alle Fahrzeugtypen sind beliebig miteinander kuppelbar; Züge können aus Solo- und Doppeltriebwagen bis zu einer Länge von maximal sechs Wagen gebildet werden. Die bauartbedingte Höchstgeschwindigkeit beträgt 75 mph (120 km/h).

## Betrieb
Die PATCO Speedline ist sieben Tage die Woche rund um die Uhr in Betrieb. Die Züge verkehren tagsüber etwa alle 12 Minuten, zur Stoßzeit alle vier Minuten. Abends, nachts und an den Wochenenden wird der Fahrplan schrittweise auf maximal 45 Minuten Taktzeit ausgedünnt. Die Züge bestehen je nach Tageszeit und Nachfrage aus ein bis sechs Wagen. Die Reisezeit zwischen 15th-16th & Locust Streets und Lindenwold beträgt 25 Minuten, die Durchschnittsgeschwindigkeit liegt somit bei rund 55 km/h.
Einige stadteinwärts fahrende Züge halten zur morgendlichen Stoßzeit in den Außenbereichen nicht überall. Ferner wird die Station 9th-10th & Locust nachts geschlossen und in dieser Zeit ohne Halt durchfahren.
2007 verzeichnete die PATCO Speedline 9,4 Millionen Fahrgäste. Bei 20.416.000 Dollar Umsatz und Betriebskosten in Höhe von 42.468.000 Dollar betrug der Kostendeckungsgrad 48,07 %.
Als Fahrkarten dienten ursprünglich Magnetkarten, die an Verkaufsautomaten erhältlich waren und beim Betreten und Verlassen der Bahnhöfe in Drehkreuze eingeführt werden mussten. PATCO war 1969 die erste Eisenbahn in den USA, die völlig ohne Verkaufspersonal auskam.
Die Magnetkarten wurden im März 2008 ersetzt durch ein System auf Basis von Chipkarten, die nach dem Prinzip der Elektronischen Geldbörse arbeiten. Die Karten können für einen geringen Betrag an Verkaufsautomaten erworben und dort gegen Bezahlung aufgeladen werden. Der zu entrichtende Geldbetrag wird dann beim Passieren der Drehkreuze an den Bahnhöfen von der Chipkarte abgebucht.

## Zugsicherung
Das verwendete System zur Zugsicherung (Automatic Train Control, ATC) beinhaltet automatische Zugsicherung im eigentlichen Sinne (Automatic Train Protection, ATP) sowie automatische Fahrsteuerung (Automatic Train Operation, ATO), jedoch keine automatische Zugmeldung (Automatic Train Supervision, ATS). Die beiden automatischen Teilsysteme sind dabei so ausgelegt, dass manuelle Eingriffe in mehreren Abstufungen möglich sind.
In der Praxis äußert sich das ATC-System darin, dass entlang der Strecke bis auf Abzweigstellen (Kehranlagen usw.) keine ortsfesten Signale vorhanden sind und die Signalisierung stattdessen im Führerstand erfolgt. Der Zugführer hat somit nur noch überwachende Aufgaben; er fertigt den Zug an der Station ab, drückt auf einen Knopf, und Beschleunigung, Höchstgeschwindigkeit und Bremsvorgang werden vom System automatisch gesteuert.
Im Gegensatz zum Zugführer arbeitet der Fahrdienstleiter in der Betriebszentrale weitgehend manuell. Die anfängliche Zugmeldung an das System mit Start- und Zielort erfolgt von Hand. Die Fahrstraße wird dann für jeden Zug aber wieder automatisch hergestellt und geprüft.
Der Verzicht auf die automatische Zugmeldung liegt darin begründet, dass das ATC-System vor allem eine möglichst hohe Zuverlässigkeit aufweisen und daher technisch möglichst einfach gehalten werden sollte. Beim Bau der beiden anderen geplanten Zweigstrecken ergäbe sich damit aber das Problem, dass die entsprechend komplexen Zugläufe in Verbindung mit der zu erwartenden dichten Zugfolge mit dem jetzigen manuellen Zugmeldeverfahren nicht mehr beherrschbar wären.